# Henosis
Henosis (grek. ἕνωσις) är ett ord för sammansmältning, förening, enhet, särskilt i klassisk grekisk tradition, i nyplatonismen och inom mystiken.
I platonism, och särskilt nyplatonism, är henosis ett mål som innebär förening med det fundamentala i tillvaron: det Ena (Τὸ Ἕν), källan, eller monaden.
Tanken har vidareutvecklats i Corpus Hermeticum, i kristen teologi, soteriologi och mystik och är en viktig faktor i den historiska utvecklingen av monoteismen under senantiken. Motsvarande föreställningar finns inom exempelvis indisk och buddhistisk tradition.

## Fotnoter
1. ↑  ”What is the difference between Theosis, Henosis and Gnosis?”. Arkiverad från originalet den 27 april 2014. https://web.archive.org/web/20140427013626/https://answers.yahoo.com/question/index?qid=20080526041103AAMUiJD. Läst 26 april 2014.
2. ↑  Giannis Stamatellos, Plotinus and the Presocratics: A Philosophical Study of Presocratic Influences in Plotinus' Enneads. SUNY Series in Ancient Greek Philosophy.